# Diaphorus discrepans
Diaphorus discrepans är en tvåvingeart som beskrevs av Becker 1922. Diaphorus discrepans ingår i släktet Diaphorus och familjen styltflugor. Inga underarter finns listade i Catalogue of Life.